# Gomphomacromia
Gomphomacromia is een geslacht van libellen (Odonata) uit de familie van de glanslibellen (Corduliidae).

## Soorten
Gomphomacromia omvat 4 soorten:
- Gomphomacromia chilensis Martin, 1921
- Gomphomacromia fallax McLachlan, 1881
- Gomphomacromia nodisticta Ris, 1928
- Gomphomacromia paradoxa Brauer, 1864